# Царството на славяните
„В царството на славяните“ или „Царството на славяните“ е произведение на бенедектинския монах от далматински произход Мавро Орбини (дон Мавро Орбини от Рагуза, абат от Млетския орден) на остров Света Мария. Произведението има исторически характер – „Царството на славяните“ съдържа и препредава редица средновековни сведения за историята на южнославянските народи.

## Ново възрожденско начало
Произведението бележи началото на т.нар. илиризъм или илирийско движение поставящо си за цел постигане на духовно и политическо пробуждане сред южните славяни. Ето как авторът определя произведението си: 
| „     | Царството на славяните, днес неправилно наричани скиавони (т.е. роби). История от дон Мавро Орбини от Рагуза, абат от Млетския орден, в която се вижда произходът на почти всички народи, говорещи славянски език, с многото и различни войни, които те са водили в Европа, Азия и Африка, напредъкът на техните царства, древната им религия и времето на покръстването им в християнска вяра. И преди всичко се виждат успехите на царете, които някога са властвали в Далмация, Хърватско, Босна, Сърбия, Рашка и България. | “ |
| [ 1 ] | |   |

Руското издание на книгата е сред основни източници на Паисий Хилендарски за написването на знаменитата „История славянобългарска“.

## Историческа стойност
Произведението съдържа много авторови схващания и разбирания за времето си за съществуващите историко-географски области на южните славяни през 16 век, а те според дон Мавро Орбини са: Далмация, Хърватско, Босна, Сърбия, Рашка и България.